# Ricchi, ricchissimi... praticamente in mutande
Pour plus de détails, voir Fiche technique et Distribution.
Ricchi, ricchissimi... praticamente in mutande est une comédie italienne en trois sketches réalisée par Sergio Martino et sortie en 1982.

## Synopsis
Le film est divisé en trois sketches. Cesare Domenichini est un homme pauvre qui, pour amener sa famille à la mer, construit une cabane illégale sur une plage naturiste. L'homme d'affaires Mario Zamboni, en vacances à Livourne avec sa femme et sa fille Aurora, cède aux avances de Frau Kruppe, une riche Allemande passionnée de jeux de cartes. Alberto Del Pra, propriétaire d'un chantier naval au bord de la faillite, réussit à obtenir la mission de construire un super yacht pour un riche émir arabe, à condition que sa femme Francesca passe une nuit avec lui. 

## Fiche technique
- Titre original italien : Ricchi, ricchissimi... praticamente in mutande[1]
- Réalisateur : Sergio Martino
- Scénario : Sergio Martino, Alberto Silvestri (it), Castellano et Pipolo, Franco Verucci
- Photographie : Federico Zanni, Giancarlo Ferrando
- Montage : Eugenio Alabiso
- Musique : Detto Mariano
- Décors : Adriana Bellone (it)
- Costumes : Vera Cozzolino
- Maquillage : Franco Schioppa, Franco Rufini
- Sociétés de production : Dania Film, Medusa Distribuzione
- Société de distribution : Medusa Distribuzione (Italie)
- Pays de production :  Italie
- Langue originale : italien
- Format : Couleurs - Son mono
- Durée : 120 minutes
- Genre : Comédie
- Dates de sortie :
  - Italie : 15 janvier 1982

## Distribution
Premier épisode
- Pippo Franco : Cesare Domenichini
- Adriana Russo : Maria Domenichini
- Vito Cicchetti : Ermanno Mordini dit « Batacchio »
- Gianni Zullo : l'oncle de Cesare
- Filippo Evangelisti : fils aîné de Cesare
- Andrea Ciccolella : le jeune fils de Cesare
- Ennio Antonelli : le chauffeur de camion
- Valerio Isidori : Medoro
- Françoise Perrot : nudiste
- Sabine Jager : autre nudiste

Second épisode
- Lino Banfi : Mario Zamboni
- Janet Agren : Frau Kruppe / Evelina Krugher
- Néstor Garay : Kuzz Viller / Federico Partibòn
- Annabella Schiavone : Adalgisa Cavallari
- Sandro Ghiani : l'officier de police sarde
- Riccardo Garrone : Amiral Ulderisi
- Nicoletta Piersanti : Zamboni d'Aurora
- Andrea Azzarito : Amerigo Ulderisi
- Enio Drovandi : le serveur
- Ettore Geri : l'avocat de Zamboni

Troisième épisode
- Renato Pozzetto : Alberto Del Prà
- Edwige Fenech : Francesca Del Prà
- George Hilton : Cheik Omar Abdul Youssef El Rāchid
- Daniele Formica : Akim, secrétaire du cheikh
- Maurizio Mattioli : Remo Mattioli, ouvrier sur un chantier naval
- Giorgio Trestini : Boffi, ouvrier sur un chantier naval
- Valentino Simeoni : Finetti, ouvrier sur un chantier naval
- Antonio Spinnato : Spinnato, ouvrier sur un chantier naval
- Chico Díaz : un ouvrier sur un chantier naval

Dans tous les épisodes
- Pippo Santonastaso : préteur
- Salvatore Jacono : chancelier
- Cristina Forti : procureur de la République

## Production
Le film, à la manière d'une suite, reprend le style du film Sucre, Miel et Piment (1980). Les deux films ont le même réalisateur, les mêmes acteurs principaux et le même schéma narratif de trois épisodes lors d'un procès. 